# Richard Kahn
Pour les articles homonymes, voir Kahn.
Richard Ferdinand Kahn, né le 10 août 1905 à Hampstead et mort le 6 juin 1989 à Cambridge, est un économiste et professeur au King's College de l'université de Cambridge. Il est connu pour avoir mis au point le multiplicateur de Kahn, qui sert d'inspiration au multiplicateur keynésien.

## Biographie

### Jeunesse et études
Richard Kahn étudie à la St Paul's School, avant d'être admis au King's College, où il étudie les mathématiques et l'économie. Il a comme enseignants Gerald Shove et John Maynard Keynes en 1927 et 1928.

### Parcours professionnel
Il est nommé maître de conférence à Cambridge en 1930 grâce à John Maynard Keynes. Il est nommé professeur en 1951. Il prend sa retraite en 1972.
Richard Kahn travaille également pour le gouvernement britannique et les Nations unies.
Il est fait pair à vie en tant que baron Kahn, d'Hampstead le 6 juillet 1965.

## Apports

### Contribution à laTheorie généralede Keynes
Richard Kahn a été un membre clé du cercle d'économistes proches de Keynes, appelé le Cambridge Circus, dont les critiques et les remarques contribuèrent à l'élaboration de ce qui deviendra la Théorie générale de l'emploi, de l'intérêt et de la monnaie (1936) de Keynes.

### Critique de la synthèse néoclassique
Richard Kahn, par la suite fut proche de Joan Robinson et ne fut guère favorable à la synthèse néo-classique qu'il critiqua dans ses écrits de 1954, 1977, 1984.

### Multiplicateur de Kahn
En 1931, il décrit, dans un article intitulé « La relation entre l'investissement intérieur et le chômage » le fonctionnement du « multiplicateur d'emploi ». Keynes reconnaît explicitement avoir emprunté à Kahn son idée du « multiplicateur d'emploi » pour en faire un des concepts majeurs de la Théorie générale, et le cite dans son maître ouvrage.

## Œuvres majeures
- "The Relation of Home Investment to Unemployment", 1931, EJ.
- "The Financing of Public Works: A note", 1932, EJ
- "The Elasticity of Substitution and the Relative Share of a Factor", 1933, EJ.
- "Public Policy and Inflation", 1933, JASA.
- "Some Notes on Ideal Output", 1935, EJ.
- "The Problem of Duopoly", 1937, EJ.
- "Tariffs and Terms of Trade", 1947, RES.
- "Some Notes on Liquidity Preference", 1954, Manchester School
- "The Place of Development", 1958, in Challenge of Development.
- "Exercises in the Analysis of Growth", 1959, Oxford EP.
- Selected Essays on Employment and Growth, 1972.
- "Malinvaud on Keynes", 1977, Cambridge JE.
- The Making of Keynes's General Theory, 1984.